# Мичел Браун
Мичел Браун е аржентински телевизионен актьор. Рожденото му име е Мисаел Броварник. Известен е с ролите си в сериалите „Трима братя, три сестри“ (в ролята на Франко), „Изпитание на любовта“ (Пабло) и „Трудна любов“ (Диего Стрелата). Има и театрални изяви.

## Филмография
- Белязаното сърце (Palpito),2022 г. - Симон Дуке (Simón Duque)
- Любов до смърт (Amar a muerte) (2018 – 2019) – Макарио Валдес / Леон Карвахал
- Семейство Рей (Los Rey), 2012 г. – Матиас Рей Сан Висенте
- Пеперудата (La Mariposa), 2011 г. – Мануел Мартинес/Амаури
- Призракът от Гранд Хотел (El fantasma del Gran Hotel), 2009 г. – Мигел Торо
- Физика или химия (Física o química) (испански сериал), 2008 г. – Мигел Беласа (Miguel Belaza)
- Зрънце любов (Madre Luna), 2007 г. – Анхел Сиснерос
- Трудна любов (Amores de mercado), 2006 г. – Диего Валдес
- Reinas, 2005 г.
- Съдбовни решения (Decisiones), 2005 – 2008 г.
- Семейство Ролдан (Los Roldán), 2004 – 2005 г.
- Изпитание на любовта (Te voy a enseñar a querer), 2004 г. – Пабло Мендес
- Влюби се (Enamórate), 2003 г. 	— 	Мариано
- Трима братя, три сестри (Pasion de gavilanes), 2003 г. – Франко Рейес
- Да живееш така (Vivir así), 2002 г.
- Колелата на любовта (Súbete a mi moto), 2002 г. – Рикардо
- Какво е любовта (Lo que es el Amor), 2001 г. – Кристиан Окампо
- ДКДА: мечтите на младостта (DKDA: Sueños de juventud), 1999 – 2000 г. – Давид
- Las Chicas de Enfrente, 1998 г. – Факундо Ариас
- Chiquitas, 1997 г. – Томас
- Life College, 1994 г.